# Jules Bigot
Jules Bigot (Bully-les-Mines, 22 ottobre 1915 – Lilla, 24 ottobre 2007) è stato un calciatore e allenatore di calcio francese, di ruolo attaccante.

## Carriera

### Club
Dal 1933 al 1951 ha giocato nella massima serie francese, che ha anche vinto in un'occasione.

### Nazionale
Ha collezionato sei presenze con la nazionale francese.

## Palmarès

### Giocatore

#### Competizioni nazionali
- Campionato francese: 1

LOSC Lille: 1945-1946
- Coppa di Francia: 3

LOSC Lille: 1945-1946, 1946-1947, 1947-1948

### Allenatore

#### Competizioni nazionali
- Coppa di Francia: 1

Tolosa: 1956-1957